# 熊野市立木本小学校
熊野市立木本小学校（くまのしりつ きのもとしょうがっこう）は、三重県熊野市に位置する公立小学校。校舎の中に熊野市立木本幼稚園と三重県立特別支援学校東紀州くろしお学園高等部がある。
昭和30年（1955年）代には1,000人を超す児童が学んでいたが、少子化や過疎化に伴う児童の減少により、クラスが減ってきている。

## 所在地
〒519-4323　三重県熊野市木本町349-10

## 沿革
- 1873年3月 - 学制発布により木本学校創始。極楽寺・大雲寺の本堂を仮校舎として授業を行う
- 1876年11月 - 元紀州代官所（現在の場所）の無償払い下げを受け、これを修理して校舎にあてる
- 1880年 - 改正教育令の発布があり、木本小学校と改称す
- 1886年 - 小学校令の発布により木本尋常小学校と改称す
- 1941年4月 - 木本町国民学校と改称
- 1947年4月 - 木本町立木本小学校と改称
- 1948年8月 - 新校舎2階建て西側に接続して2教室増築及び給食用炊事場を建設する
- 1954年11月 - 木本町外七ヶ村合併により熊野市となり、熊野市立木本小学校と改称す
- 1956年3月 - 老朽危険校舎の指定により、鉄筋3階建てに改築のため、第1期工事に着手、4月2日地鎮祭を行う
- 1957年10月 - 校舎落成式
- 1959年7月 - 講堂落成式
- 1966年8月 - プール竣工式（25メートル・6コース）
- 1970年4月 - 熊野市立木本幼稚園を併設する
- 1973年11月 - 学校創立百年祭式典挙行
- 1984年9月 - 給食開始
- 1993年1月 - 校舎1階西端教室を老人との「ふれあい教室」に改造完成、開設式
- 1994年4月 - 度会養護学校紀州分校高等部併設にあたり、校長室・職員室・印刷室・保健室を2階に改造
- 1994年9月 - 度会養護学校紀州分校高等部、木本小学校1階校舎に入所
- 1996年3月 - コンピューター室完成
- 2001年4月 - 公民館IT講習に関わるコンピューター設置
- 2001年9月 - イントラネット配線工事完成及びパソコン（25台）設置
- 2003年4月～6月 - プール改装
- 2004年11月 - 校舎耐震補強工事完了

## 歴代学校長
- 中尾彦頼
- 桑原勇次郎
- 松尾貞馬